# Glutamina sintetasa
La glutamina sintetasa(GS) (EC 6.3.1.2) es una enzima que tiene un papel esencial en el metabolismo del nitrógeno, catalizando la condensación del glutamato y el amoníaco para formar glutamina:
Glutamato + ATP + NH3 → Glutamina + ADP + fosfato

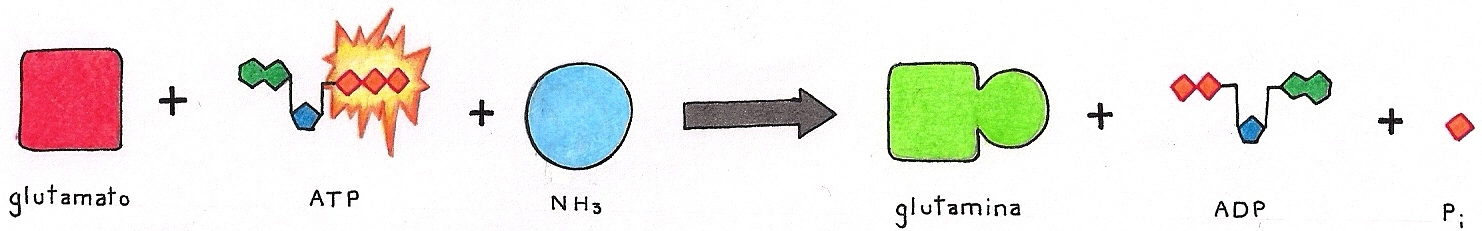

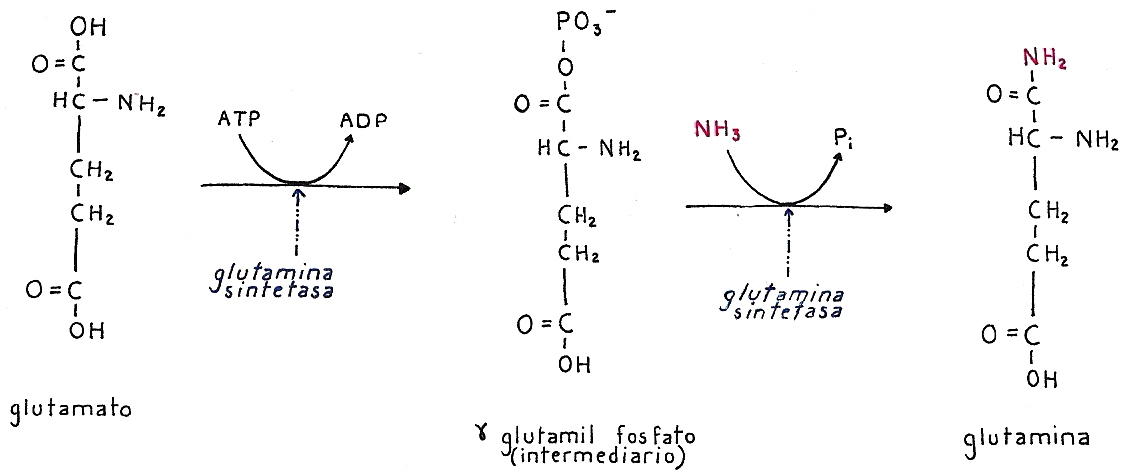
Reacción de catalización de la glutamina sintetasa

La glutamina sintetasa utiliza amoníaco producido por la reducción del nitrato, la degradación de aminoácidos y la fosforilación. El grupo amino del glutamato es una fuente de nitrógeno para la síntesis de metabolitos provisionales de glutamina.

También puede haber otro tipo de reacciones vía GS. La formación e hidrólisis del glutamato se ven influidas por la competición entre los iones de amonio y el agua, su afinidad y la concentración de iones de amonio. Se forma la glutamina si un ion de amonio ataca un intermediario de acetil-fosfato, mientras que el glutamato se rehace si el agua ataca el intermediario. Los iones de amonio crean uniones más fuertes con la GS que el agua por las cargas electroestáticas entre un catión y un bolsillo cargado negativamente. Otra posible reacción es que el NH2OH se una a la GS en lugar del NH4+ y ceda γ-glutamilhidroxamato.

## Estructura
La glutamina sintetasa puede estar compuesta por 8, 10 o 12 subunidades idénticas, separadas en dos anillos encarados. Las GS bacterianas son dodecaedros con 12 centros activos entre cada monómero. Cada sitio de unión crea un ‘bifunnel’, que incluye tres lugares de unión a tres sustratos distintos: nucleótidos, iones amonio y aminoácidos. En la parte superior del bifunnel se une el ATP, el cual se abre hacia la cara externa de la GS. El glutamato se une a la parte superior del centro activo. El centro del bifunnel contiene dos partes a las cuales se pegan dos cationes divalentes (Mn2+ o Mg2+). Uno de los sitios de unión a cationes está implicado en la transferencia de un grupo fosfato del ATP al glutamato, mientras que el otro estabiliza GSs activas y ayuda en la unión del glutamato.
Los puentes de hidrógeno y las interacciones hidrofílicas mantienen a los dos anillos de la GS unidos. Cada subunidad posee en su secuencia un extremo N- y otro C-terminales. El C-terminal (una cadena helicoidal) estabiliza la estructura de la GS insertándose en la región hidrófoba de la otra subunidad, metiéndose dentro de su anillo. A diferencia, el N-terminal se encuentra expuesto al solvente. Además, el canal central está formado por seis hojas β interconectadas por lazos antiparalelos de las doce subunidades.

## Mecanismo
La GS cataliza la condensación dependiente de ATP del glutamato que carga un amonio con una glutamina. La hidrólisis del ATP direcciona el primer paso de un mecanismo consistente en dos etapas. El ATP fosforila el glutamato para formar ADP y el intermediario acetil fosfato para dar un γ glutamil fosfato que reaccionará con el ion amonio, formando glutamina y un fosfato inorgánico. El ADP y el Pi no se disocian hasta que el amonio se ha unido y la glutamina es liberada.

El ATP primero se une en lo alto del centro activo cerca del punto de ensambladura de un catión, mientras que el glutamato se adhiere donde se liga el segundo de los cationes, a la base del centro activo. La presencia de ADP provoca un cambio conformacional de la GS que estabiliza el γ-glutamil fosfato. El amonio se unirá fuertemente a la GS a menos que esté presente el intermediario acil-fosfato. El amonio, en todo caso mejor que el amoníaco, se une a la GS porque su sitio de unión es polar y se encuentra expuesto al solvente. En el siguiente paso, la desprotonización del amonio le permite al amoníaco atacar el intermediario desde el lado más cercano a la glutamina. El fosfato se desliga por la parte alta del centro activo, mientras que la glutamina se suelta por la parte inferior (pasa por en medio de los dos anillos). Goodsell, DS (junio del 2002). "Glutamine Synthetase" Archivado el 4 de febrero de 2012 en Wayback Machine.. RCSB Protein Data Bank. Retrieved 8 May 2010.

## Función biológica
La GS predomina en el cerebro, los riñones y el hígado. En el cerebro, la GS participa en la regulación metabólica del glutamato, en la detoxificación y la asimilación de amoníaco y en el reciclaje de neurotransmisores y la terminación de sus señales. La GS, en el cerebro, ante todo se encuentra en los astrocitos. Los astrocitos protegen las neuronas de la excitotoxicidad eliminando el exceso de amoníaco y glutamato. Aun así, en ambientes hiperamonémicos (con altos niveles de amoníaco), se da una inflamación astroglial. Se ha abordado este problema con diferentes explicaciones. Un estudio avala que cambios morfológicos pueden alterar la expresión de la GS en áreas glutamatérgicas o bien que si se dieran determinadas adaptaciones podrían moderarse los altos niveles de glutamato y amoníaco. Otra posibilidad es que la inflamación de los astrocitos se deba a una acumulación de glutamina. Para prevenir que se lleguen a alcanzar niveles prominentes de glutamato cortical y de contenido de agua cortical, se ha llevado a cabo un estudio para impedir la actividad de la GS en ratas mediante el uso de MSO.

## Clases
Parece que hay tres tipos distintos de GS:
- Los enzimas de clase I (GSI) son específicos de los procariotas, y son oligómeros de 12 subunidades idénticas.[19]

La actividad del enzima GS de tipo I está controlada por la adenililación de un residuo de tirosina. El enzima que carga con un grupo adenililo es inactivo.
- Los enzimas de clase II (GSII) se encuentran en eucariotas y en bacterias que pertenecen a las familias de los Rhizobiaceae, Frankiaceae y Streptomycetaceae (estas bacterias también reúnen una GS de tipo I). Las GSII son decámeros de subunidades iguales.[10] Las plantas tienen dos o más izoenzimas de GSII, uno de los cuales es translocado dentro del cloroplasto.
- Los enzimas de clase III (GSIII), por el momento, sólo se han encontrado en Bacteroides fragilis y en Butyrivibrio fibrisolvens. Son un dodecámero de dobre anillo con cadenas análogas.[21] Es más larga (unas 700 unidades de aminoácidos) que la GSI (tiene de promedio entre 450 y 470 aminoácidos) y la GSII (de 350 a 420 aminoácidos). Mientras que las tres clases de GS están claramente relacionadas en cuanto a su estructura, el parecido de sus secuencias no es tanto.

## Regulación e inhibición
Modificación covalente reversible. Un residuo de tirosina de cada subunidad de la GS puede ser modificado por adenililación. La adenilil transferasa cataliza reacciones de adenililación y fosforilación. La actividad de la adenilil transferasa está influenciada por dos proteínas reguladoras: PA y PD. La PA reduce la actividad de la GS al unir una unidad de AMP a la GS; la PD la elimina. Se cree que la PA y la PD pueden estar interconvertidas vía uridilil transferasa. La GS adenililada es menos activa que la que no lo está. En la mayoría de las bacterias gram-negativo, la GS puede ser modificada por adenililación (algunas cianobacterias y algas verdes o excepciones).

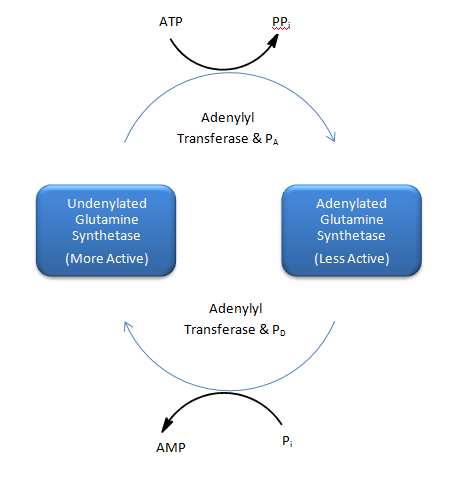
Actividad de la glutamina sintetasa influida por proteínas reguladoras.

La inhibición de la GS se ha centrado en gran parte en los sitios de unión a ligandos. Otros inhibidores son el resultado del metabolismo de la glutamina: triptófano, histidina, carbamoil fosfato, glucosamina-6-fosfato, citidina trifosfato (CTP) y adenosina monofosfato (AMP). Otros inhibidores/reguladores son la glicina y la alanina. La alanina, la glicina y la serina enlazan con el centro de unión al sustrato glutamato. El GDP, el AMP y el ADP se unen al ATP. La L-serina, la L-alanina y la glicina se juntan al lugar de unión del L-glutamato en la GS que no está adenililada. Los cuatro aminoácidos se ensamblan al centro a través de los átomos que cualquier aminoácido comparte, es decir, el grupo carboxilo, el grupo amino y el hidrógeno, los tres unidos a un átomo de carbono alfa central. El glutamato es otro producto del metabolismo de la glutamina; no obstante, el glutamato es un sustrato de la GS que la inhibe impidiéndole que actúe como regulador de la GSII. Cada inhibidor puede reducir la actividad de la enzima; una vez todos los metabolitos finales de la flutamina están ligados a la GS, su actividad está casi completamente inhibida. Muchos señales de entrada inhibidores modulan la acción de la GS viéndose el ajuste a nivel de la concentración de nitrógeno en el organismo.

La respuesta a esta regulación discrimina dos clases de GS eucariota, según el lugar dónde estén situados, en tejidos cerebrales o no cerebrales. La GS que no está en cerebro responde a los productos finales de una ruta de inhibición, mientras que la GS que se encuentra en el cerebro, a diferencia, no. Altas concentraciones de metabolitos dependientes de glutamina podrían inhibir la actividad de la GS, así mismo unos niveles bajos podrían activar su actividad.
Inhibidores:

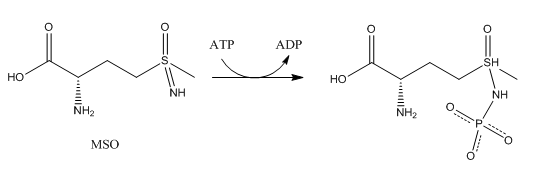
La sulfoximin metionina actuando como un inhibidor del centro reactivo del glutamato.

- Sulfoximin metionina (MSO): la MSO es un inhibidor que se une al centro reactivo que debería permanecer libre hasta que se le una el glutamato. Ya junto a la GS, la MSO es fosforilada por el ATP con lo cual la GS se inhibe de forma irreversible. La entrada de glutamato en el centro activo está bloqueada cuando se da una estabilización del bucle flexible del mismo centro.[7]
- Fosfinotricina[1] (PPT, Glufosinato de amonio): la fosfinotricina es un inhibidor que de modo similar también se une al centro activo que debe quedar libre a disposición del glutamato. El glufosinato es usado a modo de herbicida. Las plantas tratadas con glufosinato mueren debido a una acumulación de amoníaco y al decaimiento de la fotosíntesis.[10]
- Muchos inhibidores sintéticos pueden hallarse sin dificultad alguna hoy en día.[6]